# اچ‌دی ۲۲۰۱۰۵
اچ‌دی ۲۲۰۱۰۵ یک ستاره است که در صورت فلکی آندرومدا قرار دارد.